# Resolución 1922 del Consejo de Seguridad de las Naciones Unidas
La resolución 1922 del Consejo de Seguridad de las Naciones Unidas, aprobada por unanimidad el 12 de mayo de 2010, recordando las resoluciones anteriores número 1769, 1778, 1834, 1861 y 1913 sobre Chad, la República Centroafricana y la subregión; decidió prorrogar el mandato de la Misión de las Naciones Unidas en la República Centroafricana y el Chad (MINURCAT) hasta el 26 de mayo de 2010. Durante esas dos semanas de prórroga, el Consejo de Seguridad examinó en profundidad el mandato de la MINURCAT conforme al informe S/2010/217 del Secretario General y teniendo en cuenta que la situación en la región seguía suponiendo una amenaza para la paz y la seguridad internacional.
Por la resolución 1923 del 25 de mayo siguiente, el Consejo de Seguridad acordó que todas las tropas de la MINURCAT se retirarían, como muy tarde y dando por finalizada la misión, a finales de 2010.